# Дикроцелиоза
Дикроцелиоза или метиљавост проузрокована малим метиљем је пашна хелминтоза већег броја врста домаћих и дивљих животиња узрокована – Дикроцелиумом дендритикумом (лат. Dicrocoelium dendriticum, син. D. lanceolatum), мада осим њега узрочници могу бити и Дикроцелиум хоспес (лат. Dicrocoelium hospes), Дикроцелијум шиненси (лат. Dicrocoelium chinensis), Дикроцелиум супперери (лат. Dicrocoelium suppereri). Дицроцоелиум паразитира у жучним каналима и у жучној кеси више врста сисара, првенствено код: оваца, коза, говеда, јеленова, муфлона, зечева, као и код свиња, коња, паса, глодара и људи; индивидуални налази су нађени код магарца, јака, мачке и птица.
Болест је веома раширена у свету, али нема велики економски значај за сточарство као што то има фасциолоза, са којом је понекад удружена.

## Епидемиологија
Дикроцелиоза је присутна широм света, али је најчешћа у Европи (углавном у Алпима, Медитерану и Скандинавији), затим Азији, Северној Африци и Америци. Заправо она се јавља претежно у оним подручјима света која су најповољнији за развој сувоземних пужева и мрава који служе као прелазни домаћини малог метиља.

## Етиологија
Узрочник дикроцелиозе је Дикроцелиум дендритикум (лат. Dicrocoelium dendriticum), пљоснати црв издуженог облика, дужине 5–15 mm, и ширине 1,5–3 mm. Паразитира у жучним каналима и жучној кеси. Жучоводом јаја паразита доспевају у танко црево домаћина, одакле се у спољну средину избацују изметом.
Јаја су величине 35-45 микрометара и асиметрична (једна страна је испупчена, а друга више равна), мрке боје, са дебелом опном и поклопац на једном полу. У моменту полагања у јајима се већ налази образован мирацидијум.
У сопљној средини, заједно са изметом животиње, јаја поједу прелазни домаћини – више врста сувоземних пужића. У њима се путем партеногенезе, која траје 3-5 месеци образује неколоко стотина церкарија, које се, слепљене слузавом материјом, у гомилицама избацују у спољну средину. Одређене врсте мрава када поједу церкарије у свом организму, као другом прелазном (допунском) домаћину, образују метацеркарије. У мравима процес пареногенезе траје 1-2 месеца.

## Патогенеза
Под утицајем дуоденалних ензима мрав се у дванаестопалачном цреву распада и метацеркарије мигрирају кроз жучовод у јетру. Могућа је и миграција преко порталног крвотока. После миграције, паразити се смештају у жучне канале.
Промене се највише уочавају на жучним каналима и интерстицијум јетре, у виду катаралне и пролиферативне упала са хиперплазијом епитела и субепителијалног везивног ткива жучних канала. У хроничној упали заступљена је пролиферација везивног ткива око жучних канала, лумен је проширен, зидови су чвршћи, а мукоза показује знаке десквамација.

## Епизоотиологија
Дикроцоелиум полаже јаја у жучним каналима заражене животиње, одакле преко столице доспевају у спољну средину. За даљи развој потребна су два прелазна домаћина: сувоземни пуж и мрав.
Прво сувоземном пужићи прогутају јаја с мирацидиј из фецеса, затим мирацидијумом који мигрира до јетре и панкреса пужа где се преко два реда спороциста трансформише у церкарију. За овај процес је потребно 3-4 месеца (у зависости од температуре). Потом се церкарија излучују у мукозним лоптицама пречника око 2 mm. Ове лоптице садрже до 400 (нађено је и до 5.000) церкарија које могу у излучевинанам преживети само пар дана.
Други прелазни домаћини су мрави из рода Формика (Formica), који конзумирају церкарије. Оне се у мраву за 1-2 месеца развију у метацеркарије (којих може бити око 100 у једном мраву). Церкарија утичу на субезофагеални ганглион мрава тако да мрав остаје на влатима траве, али само ако је температура нижа од 15 °C, а ако је већа мрав силази са траве.
Коначни домаћин се инфестирају на паши ако конзумира заражене мраве и то најчешће у пролеће и јесен.
Животиње се најчешће инфицирају већ првих дана по изласку на пашу, када са травом у организам унесу и презимеле инфициране мраве у којима се налази велики број метацеркарија.
У цревима животиња ослобађају се млади метиљи, који жучоводом доспевају у жучне канале и жучну бешику, где сазревају и за око два месеца почињу да полажу јаја.
Животиње (коначни домаћини) најчешће се инфицирају већ првих дана по изласку на пашу у пролеће, када са травом у организам унесу и презимеле инфициране мраве у којима се налази велики број метацеркарија.

## Клиничка слика
Болест се карактерише слабо израженом клиничком сликом, тако да доста често пролази неприметно јер је без икаквих симптома. Код јаких инфекција (претежно оваца) симптоми су у облику анемије, жутице, едема, губљења тежине и смањене репродукције.
Дикроцелиоза људи се јавља у изолованим случајевима. Инфекција настаје као последица случајног гутања заражених мрава приликом једења ливадског растиња. Након 2-4 недеље од инфекције могућа је:
- грозница,
- повећање јетре,
- у касној фази - ангиохолитис, ређе холециститис, хепатитис,
- у крви - еозинофилија.

## Дијагноза
Дикроцелиоза се дијагностикује налазом јаја у столици. На обдукцији јетра је делимично или у целини увећана и ако је јача инфестирана примећују се чврсте сивожућкасте формације сличне чворовима. У циљу потврде дикроцелиозе може се применити ЕЛИСА тест који ради на принципу имуноелектрофореза тако што детектује специфична антитела.

## Терапија
Третман оболелих са дикроцелиозе првенствено са спроводи антхелминтским средствима. Лечи се триклабендазолом (Fasinex), кад је он доступан, или битионолом у дози од 10 mg на kg телесне тежине, у једној дози на сваки други дан до укупно 10 до 15 доза. За лечење се може применити и пиразиноизокинолин, халогени салициланилид и диамфенетидин, мада понекад и неуспешно.
Од симптоматске терапије корисате се антихистаминици, аналгетици, антиспазмодици, мултивитамински препарати.

## Мере заштите
Мере заштите против дикроцелиозе практично је немогуће спровести, иако је болест добро позната, због великог броја врста правих домаћина и велике раширености прелазних домаћина.
У главне профилактичке мере спадају:
- Дехелминтизација стоке, првенствено током зиме и у рано пролеће.
- Сузбијање популације сувоземних пужева и мрава.[7]
- Пре употребе, прање и опарење ливадских биљака
- Паковање производа у пластичне кесе.